# وقود قابل للاستخدام
في مجال الطيران، الوقود القابل للاستخدام (usable fuel) هو الوقود الموجود على متن الطائرة والذي يمكن أن تستخدمه محركاتها بالفعل. عكساالوقود القابل للاستخدام هو الوقود غير القابل للاستخدام.
يتم حساب رقم الوقود غير القابل للاستخدام لخزان وقود الطائرة في «أكثر ظروف تغذية الوقود سوءًا التي تحدث تحت كل عملية مقصودة ومناورة طيران تتضمن ذلك الخزان».
يتم استخدام رقم الوقود القابل للاستخدام عند حساب أو تحديد الأرقام الرئيسية الأخرى للطائرة مثل وزن الإقلاع الأقصى (MTOW)، ووزن الوقود الصفري، إلخ. 
الوقود القابل للاستخدام هو الكمية الإجمالية للوقود في الطائرة مطروحًا منها الوقود الذي لا يمكن تغذيته في المحرك (المحركات): الوقود تحت مدخول المضخة، والوقود خلف أضلاع الخزان، والوقود في الخطوط بين الخزانات والمحركات، إلخ. نظرًا لأنه يتم حساب / تعريف هذا الرقم لطائرة في رحلة مستوية، فمن الممكن أن تجف محركات الطائرة (نفاد الوقود) حتى عندما تكون كمية الوقود القابل للاستخدام أعلى من الصفر، على سبيل المثال إذا كانت الأجنحة غير مستوية و / أو زاوية الهجوم أعلى أو أقل مما كانت عليه عند الإبحار. العكس ممكن أيضًا؛ في بعض الظروف، يمكن الاستمرار في تغذية المحركات بالوقود عندما يكون الوقود القابل للاستخدام أقل من الصفر. 
على الرغم من أن المصطلح يستخدم بشكل أساسي في الطيران، فإنه يستخدم أحيانًا أيضًا لمركبات أخرى ذات محركات.